# Ardennerne
Ardennerne er et skov- og bakkeområde (under 700 m højde) i Belgien, Luxembourg og Frankrig.
Et af de sidste store slag på vestfronten under 2. verdenskrig blev udkæmpet her: ardenneroffensiven i december 1944, hvor Hitler havde beordret en  tysk offensiv mod de engelske og amerikanske styrker. Slaget blev udkæmpet under særdeles barske betingelser med sne og stærk kulde. I begyndelsen havde tyskerne en vis succes, men da vejret klarede op, kunne de allierede sætte massive luftstyrker ind i kampen, og tyskerne måtte trække sig tilbage.